# Yigoga xanthosemata
Yigoga xanthosemata är en fjärilsart som beskrevs av George Francis Hampson 1918. Yigoga xanthosemata ingår i släktet Yigoga och familjen nattflyn. Inga underarter finns listade i Catalogue of Life.